# چوی سو یونگ
چوی سویونگ (زادهٔ ۱۰ فوریه ۱۹۹۰) که بیشتر به نام هنری «سویونگ» شناخته می‌شود، خواننده و بازیگر اهل کره جنوبی است. او در ۱۳۸۰ عضو گروه دونفرهٔ کره‌ای-ژاپنی «Route θ» بود و در صحنهٔ موسیقایی ژاپن حضور داشت اما این گروه بعد از یکسال منحل شد. در سال ۲۰۰۳ سویونگ به کره بازگشت و در عاقبت و در سال ۲۰۰۷ عضو گروه گرلز جنریشن شد، گروهی که هم‌اکنون یکی از پرفروشترین هنرمندان کره جنوبی و محبوبترین گروه دخترانهٔ این کشور در سطح جهانی است. جدا از فعالیت‌های گروهی، سویونگ در سریال‌های تلویزیونی زیادی مانند سومین بیمارستان (۲۰۱۲)، بنگاه شادی: سیرانو (۲۰۱۳)، روزهای بهاری من (۲۰۱۴)، واحد ۳۸ (۲۰۱۶)، مردی در آشپزخانه (۲۰۱۷)، ران آن (۲۰۲۱) و اگه آرزوتو بگی (۲۰۲۲) ایفای نقش کرده‌است.
در اکتبر ۲۰۱۷ و پس از اتمام قرارداد ده سالهٔ «سویونگ» با اس.ام.، او با هدف تمرکز بر حرفهٔ بازیگری، این کمپانی را ترک کرد و به «گروه اکو گلوبال» پیوست اما همچنان عضو گرلز جنریشن باقی ماند.
سویونگ اولین تک‌آهنگ انفرادی خود به نام «نسیم زمستانی» را در ۲۰۱۹ منتشر کرد و پس از آن و در سال ۲۰۱۹، به کمپانی «سارام انترتینمنت» نقل مکان کرد.

## زندگی شخصی
از سال ۲۰۱۳ او با بازیگر، جونگ کیونگ هو قرار می‌گذارد. 